# 美國銀行廣場 (洛杉磯)
美國銀行廣場（英語：Bank of America Plaza，前稱Security Pacific Plaza）是一座位於美國洛杉磯的55層摩天大樓，是太平洋國家保險銀行總部，美國資本投資集團公司和Sheppard, Mullin, Richter & Hampton也是其主要客戶。美國銀行廣場是洛杉磯第五高建築，美國第八十三高建築，是2009年洛杉磯縣估價最高的建築。1992年太平洋國家保險銀行被美國銀行收購，該大樓也就換了主人。
該建築周圍是一個有兩百棵樹的花園，並有三個24英尺（7.3）的懸瀑，主大門前是42英尺（13）高的由亞歷山大·考爾德設計的“四拱門”。